# Eugenia Mesaroșiu
 Eugenia Mesaroșiu (n. 2 august 1882, Turda, județul Cluj – d. 29 octombrie 1923, Șibot, județul Alba) a fost un deputat în Marea Adunare Națională de la Alba Iulia, organismul legislativ reprezentativ al „tuturor românilor din Transilvania, Banat și Țara Ungurească”, cel care a adoptat hotărârea privind Unirea Transilvaniei cu România, la 1 decembrie 1918 :p. 103 .

## Biografie
S-a născut la Turda, fiind fiica lui Ioan Mesaroșiu de Ditroremete, avocat în Turda și a Victoriei Rațiu de Nagylak. Urmează studii gimnaziale la Turda și muzicale la Cluj, devenind profesoară de pian :p. 103.
A fost membră a ASTREI și a Societății Române de Lectură din Turda, luând parte alături de întreaga intelectualitate română la șezători literare, baluri, concerte, reprezentații teatrale organizate de către Reuniunea Meseriașilor Români în vederea strângerii de fonduri pentru tinerii români din împrejurimile Turzii :p. 103.
A decedat la 29 octombrie 1923 într-un accident de mașină, lângă gara Șibot din județul Alba :p. 103.

## Activitatea politică
Ca deputat în Adunarea Națională din 1 decembrie 1918 a fost delegată a Societății Române de Lectură din Turda :p. 103. 